# 진도구
진도구(珍道具)는 어떤 문제를 해결하지만 다른 문제를 유발하여 실용성이 없는 발명품을 말한다.
특정 문제에 대한 이상적인 해결책인 것처럼 보이지만 해결하는 것보다 더 많은 문제를 일으킬 수 있는 독창적인 일상 도구를 발명하는 관행이다. 이 용어는 일본에서 기원한다.

## 같이 보기
- 시몬 예르츠
- 루브 골드버그
- 주가드